# András Bárdos
Pour les articles homonymes, voir Bardos (homonymie).
Pas d'image ? Cliquez ici

a Compétitions nationales et continentales officielles uniquement.

b Matchs officiels uniquement.
Dernière mise à jour le 4 décembre 2020.
András Bárdos est un joueur international hongrois de rugby à XV évoluant au poste de deuxième ligne. 

## Biographie
András Bárdos découvre le rugby à l'âge de 15 ans, dans sa ville de Szeged, au sein du Fit World Gorillák RC (en). Il se fait rapidement remarquer, et intègre la sélection nationale hongroise. En 2012, il part tenter sa chance en France, rejoignant l'US Veore. La première saison il évolue en Honneur, puis obtient avec son club la promotion en Fédérale 3. Après trois saisons au sein du club, il attire les regards et signe en Fédérale 1, au sein du ROC La Voulte-Valence. Il devient ainsi le premier hongrois à évoluer à un tel niveau. 
Après une saison à La Voulte-Valence avec un temps de jeu conséquent (15 matchs dont titularisations), il rejoint le RC Tricastin en Fédérale 2. Pour la saison suivante, il rejoint le RC Rumilly, toujours en Fédérale 2. Puis il retrouve la Fédérale 1, signant à SO Chambéry. De nouveau il obtient un temps de jeu conséquent, avec 20 matchs pour 14 titularisations. Il s'inscrit au sein de l'effectif, et est toujours présent à l'entame de la saison 2020-2021, dans le nouveau championnat National.
Après quatre saisons à Chambéry dont il est devenu capitaine, il quitte le club pour rejoindre le Servette Genève, club suisse évoluant en Fédérale 1.

## Hors sport
András Bárdos participe en tant que figurant au tournage d'Astérix et Obélix : Au service de Sa Majesté. Avec 80 autres joueurs de rugby hongrois, dont 10 du Fit World Gorillák RC (en), il est invité à participer aux scènes du match de rugby. 

## Statistiques

### En club
| 2011-2012 | Fit World Gorillák RC (en) | ?   | ?   |
| 2012-2013 | US Veore XV                | ?   | ?   |
| 2013-2014 | US Veore XV                | ?   | ?   |
| 2014-2015 | US Veore XV                | ?   | ?   |
| 2015-2016 | ROC La Voulte-Valence      | 15  | 0   |
| 2016-2017 | RC Tricastin               | ?   | ?   |
| 2017-2018 | RC Rumilly                 | ?   | ?   |
| 2018-2019 | SO Chambéry                | 20  | 15  |
| 2019-2020 | SO Chambéry                | 9   | 5   |
| 2020-2021 | SO Chambéry                | ... | ... |
| 2015-2020 | Total                      | 44  | 20  |